# أحمد صبحي
أحمد صبحي (مواليد 1 يناير 1955) هو لاعب كرة قدم عراقي سابق، يلعب في مركز مهاجم، لعب مع منتخب العراق لكرة القدم في نهائيات كأس آسيا 1976، لعب للمنتخب الوطني بين عامي 1974 و1978.

## حياته
أحمد صبحي من مواليد بعقوبة عام 1955، كانت بدايته في الأعظمية ببغداد يلعب ضمن الفرق الشعبية في محلة السفينة، حيث شارك مع فرقها الشعبية بطولات متعددة.